# Leichtathletik-Weltmeisterschaften 2009/Kugelstoßen der Frauen

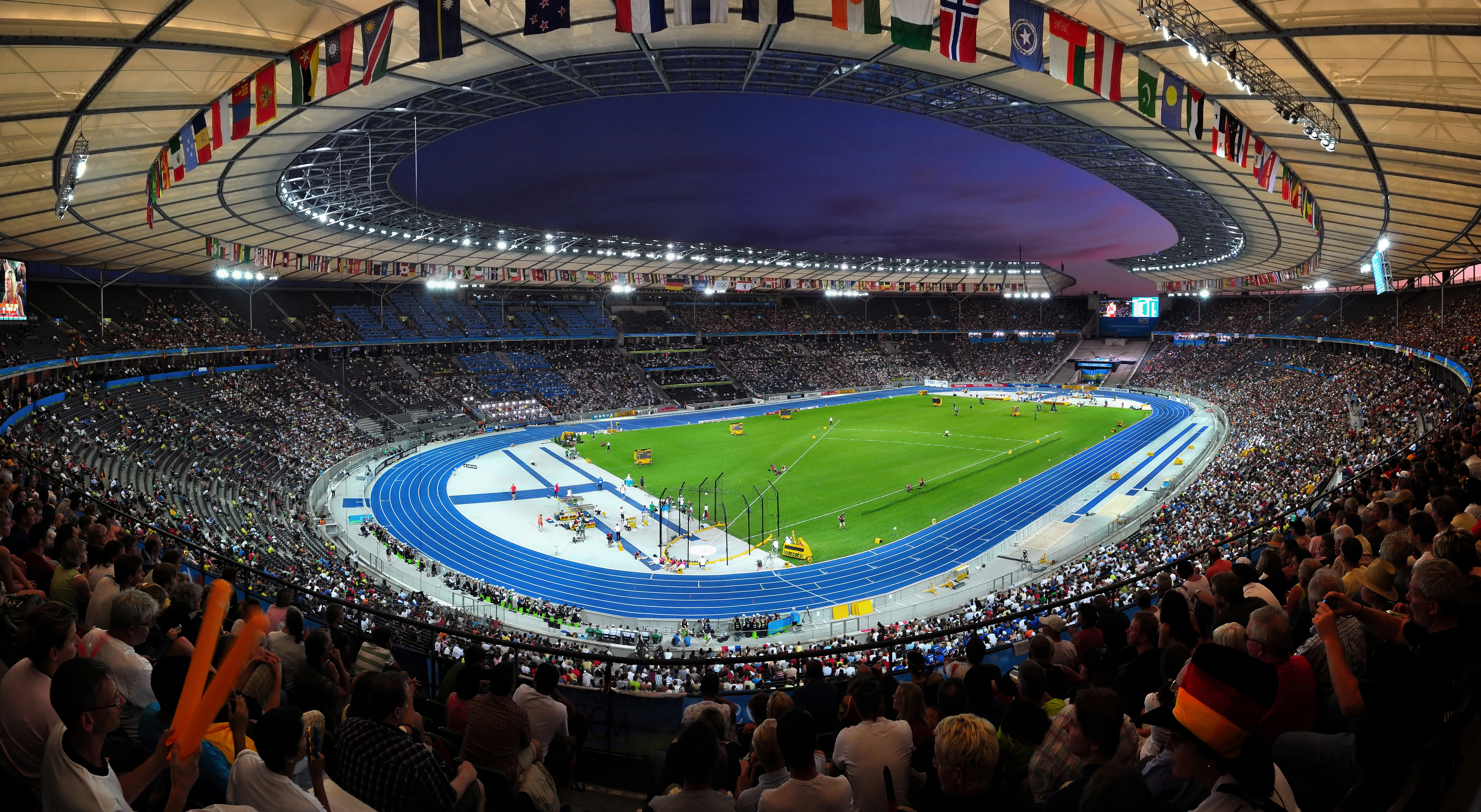
Das Berliner Olympiastadion während der Leichtathletik-Weltmeisterschaften

Das Kugelstoßen der Frauen bei den Leichtathletik-Weltmeisterschaften 2009 wurde am 16. August 2009 im Olympiastadion der deutschen Hauptstadt Berlin ausgetragen.
Weltmeisterin wurde die neuseeländische Titelverteidigerin, WM-Zweite von 2005 und aktuelle Olympiasiegerin Valerie Vili, spätere Valerie Adams. Wie schon bei den Weltmeisterschaften 1999, 2001 und 2007 sowie den Olympischen Spielen 2004 errang die Deutsche Nadine Kleinert die Silbermedaille. 2005 hatte sie außerdem WM-Bronze gewonnen. Rang drei belegte die chinesische Olympiadritte von 2008 chinesische Gong Lijiao.

## Bestehende Rekorde
| Weltrekord | 22,63 m | Natalja Lissowskaja | Moskau, Sowjetunion (heute Russland) | 7. Juni 1987      |
| WM-Rekord  | 21,24 m | Natalja Lissowskaja | WM 1987 in Rom, Italien              | 5. September 1987 |

Auch bei diesen Weltmeisterschaften wurde der seit 1987 bestehende WM-Rekord nicht eingestellt und nicht verbessert.

## Doping
Der Nachtest einer Probe von den Olympischen Spielen 2008 der zunächst viertplatzierten Belarussin Natallja Michnewitsch enthielt Stanozolol und Metandienon. Ihre Resultate von 2008 wurden wie bei den meisten anderen der betroffenen Athleten annulliert, ebenso ihr Ergebnis von diesen Weltmeisterschaften. Außerdem wurde sie für zwei Jahre bis zum 10. April 2015 gesperrt.
Es gab zwei benachteiligte Athletinnen, betroffen waren Sportlerinnen im Finale und in der Qualifikation. Unter Zugrundelegung der tatsächlichen Ergebnisse waren dies im Einzelnen:
- Mailín Vargas, Kuba – Ihr hätten im Finale als Achtplatzierter nach dem Vorkampf drei weitere Versuche zugestanden.
- Cleopatra Borel-Brown, Trinidad und Tobago – Sie wäre als Zwölftplatzierte nach der Qualifikation im Finale startberechtigt gewesen.

## Legende
Kurze Übersicht zur Bedeutung der Symbolik – so üblicherweise auch in sonstigen Veröffentlichungen verwendet:
| – | verzichtet |
| x | ungültig   |

## Qualifikation
16. August 2009, 10:05 Uhr
28 Teilnehmerinnen traten in zwei Gruppen zur Qualifikationsrunde an. Die Qualifikationsweite für den direkten Finaleinzug betrug 18,50 m. Acht Athletinnen übertrafen diese Marke (hellblau unterlegt). Das Finalfeld wurde mit den vier nächstplatzierten Sportlerinnen auf zwölf Wettbewerberinnen aufgefüllt (hellgrün unterlegt). So mussten schließlich 18,10 m für die Finalteilnahme erbracht werden.

### Gruppe A
| Platz | Name                  | Nation              | Resultat (m) | 1. Versuch (m) | 2. Versuch (m) | 3. Versuch (m) | Anmerkung                 |
| 1     | Anna Awdejewa         | Russland            | 18,92        | 18,45          | 18,31          | 18,92          |                           |
| 2     | Denise Hinrichs       | Deutschland         | 18,69        | 18,69          | –              | –              |                           |
| 3     | Li Meiju              | Volksrepublik China | 18,53        | 18,53          | –              | –              |                           |
| 4     | Christina Schwanitz   | Deutschland         | 18,25        | 18,25          | x              | 18,11          |                           |
| 5     | Mailín Vargas         | Kuba                | 18,14        | 18,14          | 17,95          | 17,98          |                           |
| 6     | Anca Heltne           | Rumänien            | 17,92        | 17,92          | 17,82          | 17,69          |                           |
| 7     | Chiara Rosa           | Italien             | 17,89        | 17,89          | x              | x              |                           |
| 8     | Austra Skujytė        | Litauen             | 17,86        | x              | 17,52          | 17,86          |                           |
| 9     | Laurence Manfredi     | Frankreich          | 17,25        | 17,04          | x              | 17,25          |                           |
| 10    | Helena Engman         | Schweden            | 17,19        | 17,19          | x              | x              |                           |
| 11    | Jillian Camarena      | USA                 | 16,92        | 16,92          | x              | x              |                           |
| 12    | Annie Alexander       | Trinidad und Tobago | 16,01        | 16,01          | 15,82          | x              |                           |
| 13    | Kristin Heaston       | USA                 | 14,98        | x              | x              | 14,98          |                           |
| DOP   | Natallja Michnewitsch | Belarus             | 19,12        | 19,12          | –              | –              | für das Finale zugelassen |

In Qualifikationsgruppe A ausgeschiedene Kugelstoßerinnen:

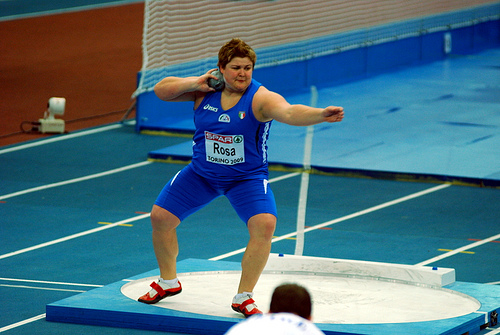
Chiara Rosa Rang sieben mit 17,89 m
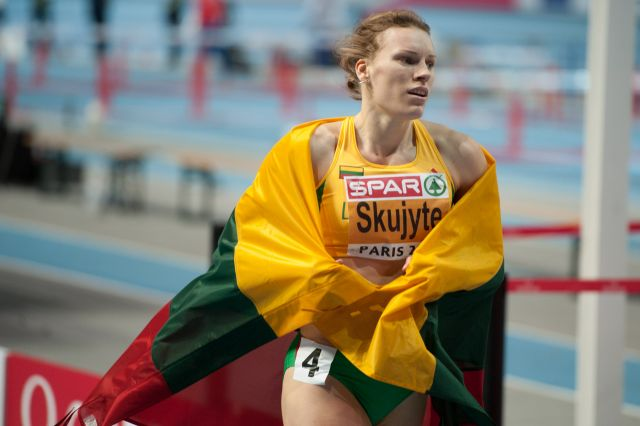
Austra Skujytė, 2004 Olympiazweite im Siebenkampf – Rang acht mit 17,86 m
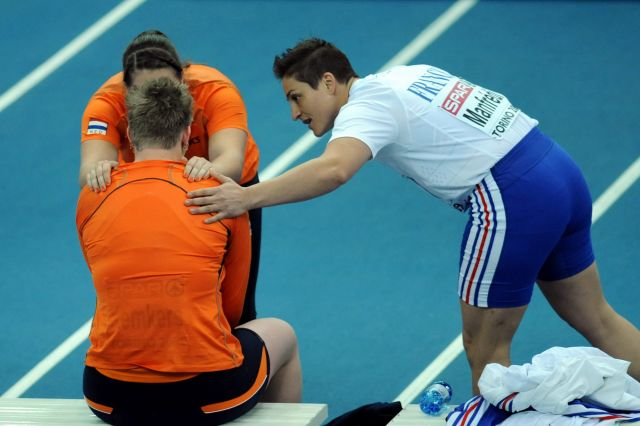
Laurence Manfredi (rechts) Rang neun mit 17,25 m
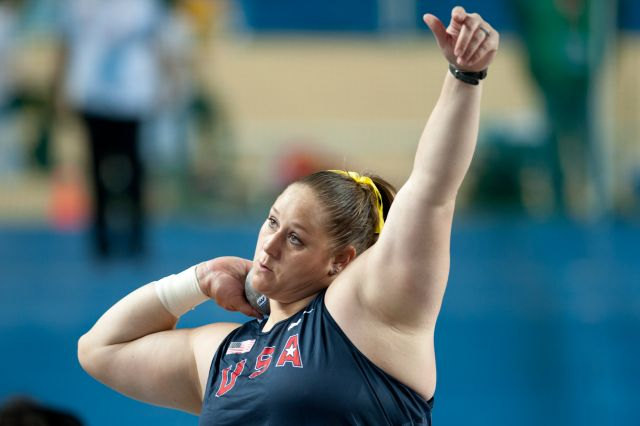
Jillian Camarena Rang elf mit 16,92 m

### Gruppe B
| Platz | Name                  | Nation              | Resultat (m) | 1. Versuch (m) | 2. Versuch (m) | 3. Versuch (m) | Anmerkung                              |
| 1     | Valerie Vili          | Neuseeland          | 19,70        | 19,70          | –              | –              |                                        |
| 2     | Nadine Kleinert       | Deutschland         | 19,36        | 18,38          | x              | 19,36          |                                        |
| 3     | Gong Lijiao           | Volksrepublik China | 19,08        | 19,08          | –              | –              |                                        |
| 4     | Misleydis González    | Kuba                | 18,62        | 18,62          | –              | –              |                                        |
| 5     | Michelle Carter       | USA                 | 18,44        | 17,43          | 18,07          | 18,44          |                                        |
| 6     | Liu Xiangrong         | Volksrepublik China | 18,10        | x              | 17,97          | 18,10          |                                        |
| 7     | Cleopatra Borel-Brown | Trinidad und Tobago | 17,99        | 17,19          | 17,31          | 17,99          | eigentlich für das Finale qualifiziert |
| 8     | Mariam Kewchischwili  | Georgien            | 17,95        | 17,95          | 17,68          | 17,75          |                                        |
| 9     | Yaniuvis López        | Kuba                | 17,71        | 17,71          | 17,65          | x              |                                        |
| 10    | Natalia Duco          | Chile               | 17,61        | 17,61          | 17,45          | 17,43          |                                        |
| 11    | Jessica Cérival       | Frankreich          | 17,30        | 17,06          | 16,90          | 17,30          |                                        |
| 12    | Anita Márton          | Ungarn              | 16,80        | 15,99          | 16,80          | 16,76          |                                        |
| 13    | Leila Rajabi          | Iran                | 16,60        | 16,12          | 16,60          | x              |                                        |
| 14    | Ana Pouhila           | Tonga               | 16,09        | 15,50          | x              | 16,09          |                                        |

In Qualifikationsgruppe B ausgeschiedene Kugelstoßerinnen:

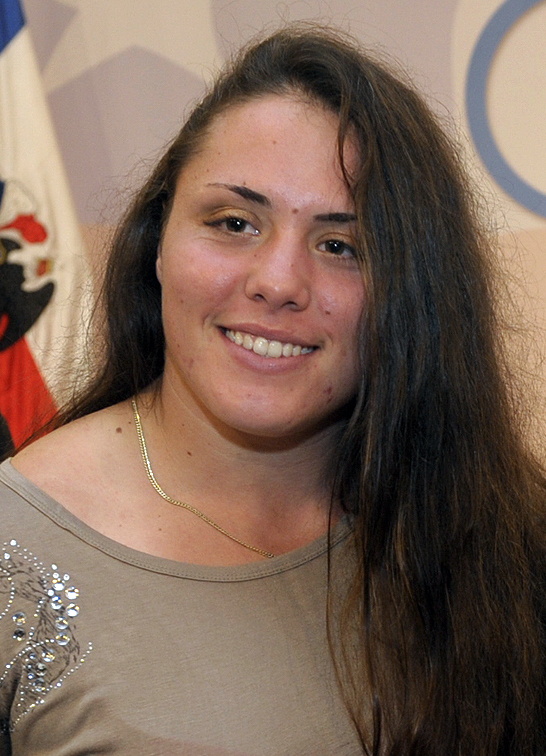
Natalia Duco Rang zehn mit 17,61 m
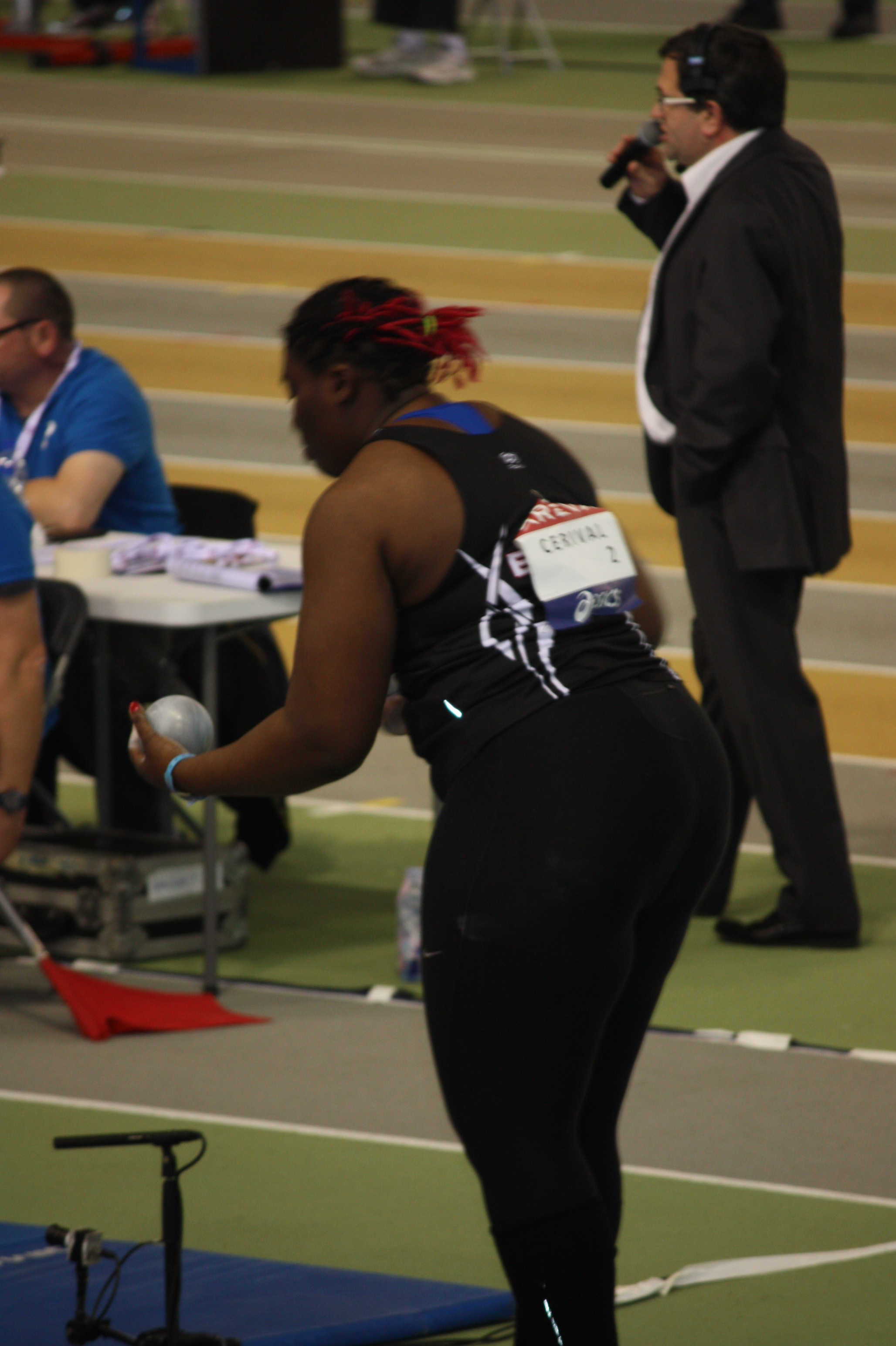
Jessica Cérival Rang elf mit 17,30 m
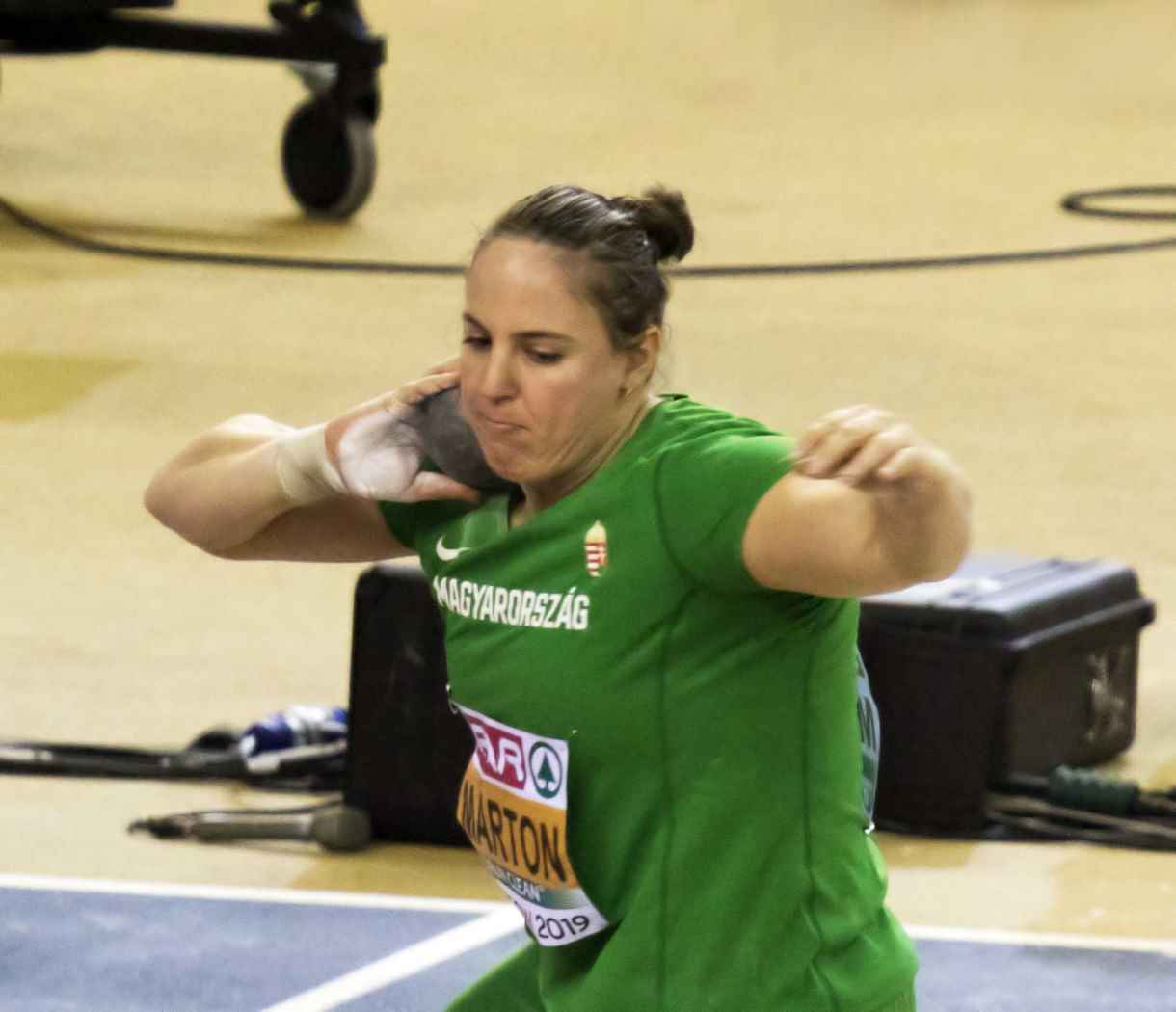
Anita Márton Rang zwölf mit 16,80 m
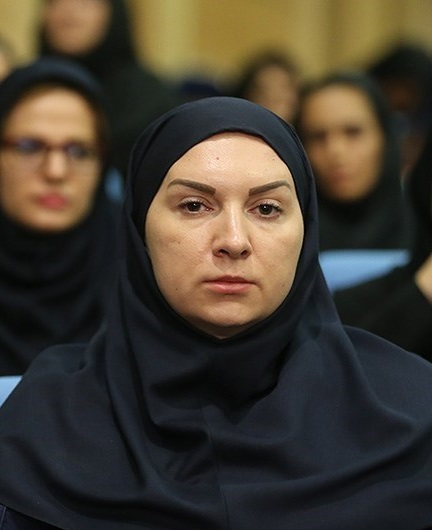
Leyla Rajabi Rang dreizehn mit 16,60 m

## Finale
16. August 2009, 20:20 Uhr
Die beiden späteren Erstplatzierten machten den Sieg unter sich aus, außer ihnen übertraf keine Konkurrentin die 20-Meter-Marke. Nadine Kleinert ging mit Einstellung ihrer persönlichen Bestleistung von 20,06 m im ersten Versuch in Führung. Mit ihrem dritten Stoß verbesserte sie sich noch einmal auf 20,20 m. Die Titelverteidigerin Valerie Vili, spätere Valerie Adams, setzte sich in der dritten Runde mit 20,25 m an die Spitze, steigerte sich mit ihrem fünften Stoß auf 20,44 m und hatte mit drei ihrer fünf gültigen Versuche die beste Weite. Sie ist die erste Neuseeländerin, die zweimal Leichtathletik-Weltmeisterin werden konnte. Mit Bronze gelang der zwanzigjährigen Chinesin Gong Lijiao, die bei den Weltmeisterschaften 2007 das Finale erreicht hatte und bei den Olympischen Spielen 2008 ebenfalls Bronze gewonnen hatte, ein weiterer Medaillengewinn bei einem Weltjahreshöhepunkt. Die – wie sich später herausstellte – gedopte Belarussin Natallja Michnewitsch, unter den Finalteilnehmerinnen diejenige mit der höchsten persönlichen Bestleistung (20,70 m im Jahr 2008), blieb weit unter ihren Möglichkeiten, landete auf dem vierten Platz und wurde später disqualifiziert – siehe oben.
| Platz | Name                  | Nation              | Resultat (m) | 1. Versuch (m) | 2. Versuch (m) | 3. Versuch (m) | 4. Versuch (m)                                   | 5. Versuch (m)                                   | 6. Versuch (m)                                   |
| 1     | Valerie Vili          | Neuseeland          | 20,44        | 19,40          | x              | 20,25          | 20,16                                            | 20,44                                            | 20,25                                            |
| 2     | Nadine Kleinert       | Deutschland         | 20,20        | 20,06          | 19,52          | 20,20          | 19,61                                            | x                                                | x                                                |
| 3     | Gong Lijiao           | Volksrepublik China | 19,89        | 19,69          | 19,89          | 19,68          | 19,75                                            | x                                                | x                                                |
| 4     | Anna Awdejewa         | Russland            | 19,66        | 18,66          | 18,78          | 19,48          | 19,66                                            | x                                                | x                                                |
| 5     | Michelle Carter       | USA                 | 18,96        | x              | 18,93          | 18,96          | x                                                | 18,30                                            | x                                                |
| 6     | Li Meiju              | Volksrepublik China | 18,76        | 18,76          | 18,35          | 18,66          | x                                                | x                                                | x                                                |
| 7     | Misleydis González    | Kuba                | 18,74        | 18,73          | 18,57          | x              | 18,60                                            | 18,74                                            | 18,43                                            |
| 8     | Mailín Vargas         | Kuba                | 18,67        | 18,67          | 18,10          | 18,11          | eigentlich zu drei weiteren Stößen berechtigt    | eigentlich zu drei weiteren Stößen berechtigt    | eigentlich zu drei weiteren Stößen berechtigt    |
| 9     | Liu Xiangrong         | Volksrepublik China | 18,52        | 18,52          | x              | 16,79          | nicht im Finale der besten acht Kugelstoßerinnen | nicht im Finale der besten acht Kugelstoßerinnen | nicht im Finale der besten acht Kugelstoßerinnen |
| 10    | Denise Hinrichs       | Deutschland         | 18,39        | 18,30          | 18,39          | x              | nicht im Finale der besten acht Kugelstoßerinnen | nicht im Finale der besten acht Kugelstoßerinnen | nicht im Finale der besten acht Kugelstoßerinnen |
| 11    | Christina Schwanitz   | Deutschland         | 17,84        | 17,84          | x              | x              | nicht im Finale der besten acht Kugelstoßerinnen | nicht im Finale der besten acht Kugelstoßerinnen | nicht im Finale der besten acht Kugelstoßerinnen |
| DOP   | Natallja Michnewitsch | Belarus             | 19,66        | 19,66          | x              | 19,27          | 19,51                                            | x                                                | x                                                |

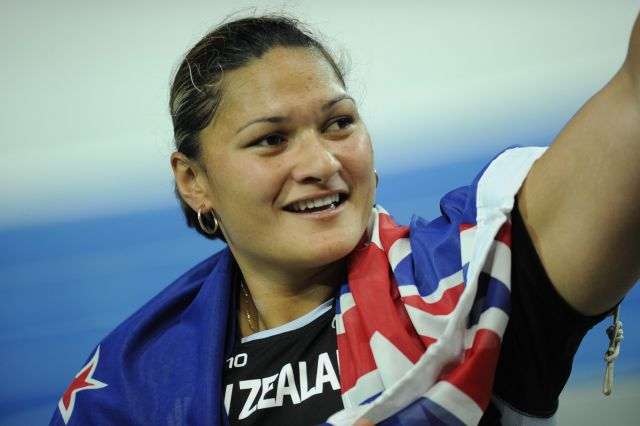
Erfolgreiche Titelverteidigung für die aktuelle Olympiasiegerin Valerie Vili, spätere Valerie Adams
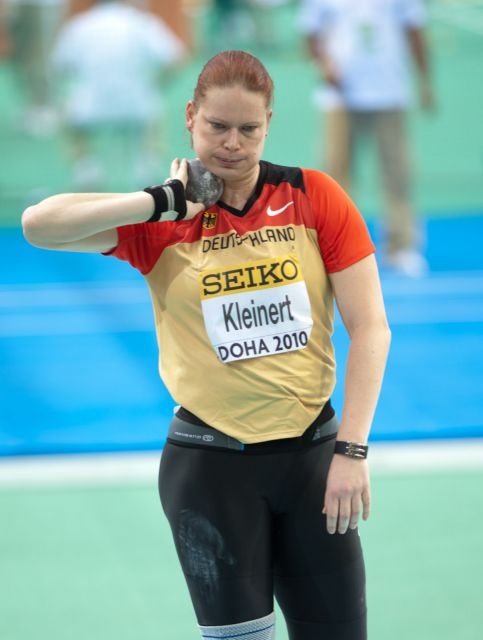
Zum vierten Mal nach 1999, 2001 und 2007 WM-Silber für die Olympiazweite von 2004 Nadine Kleinert
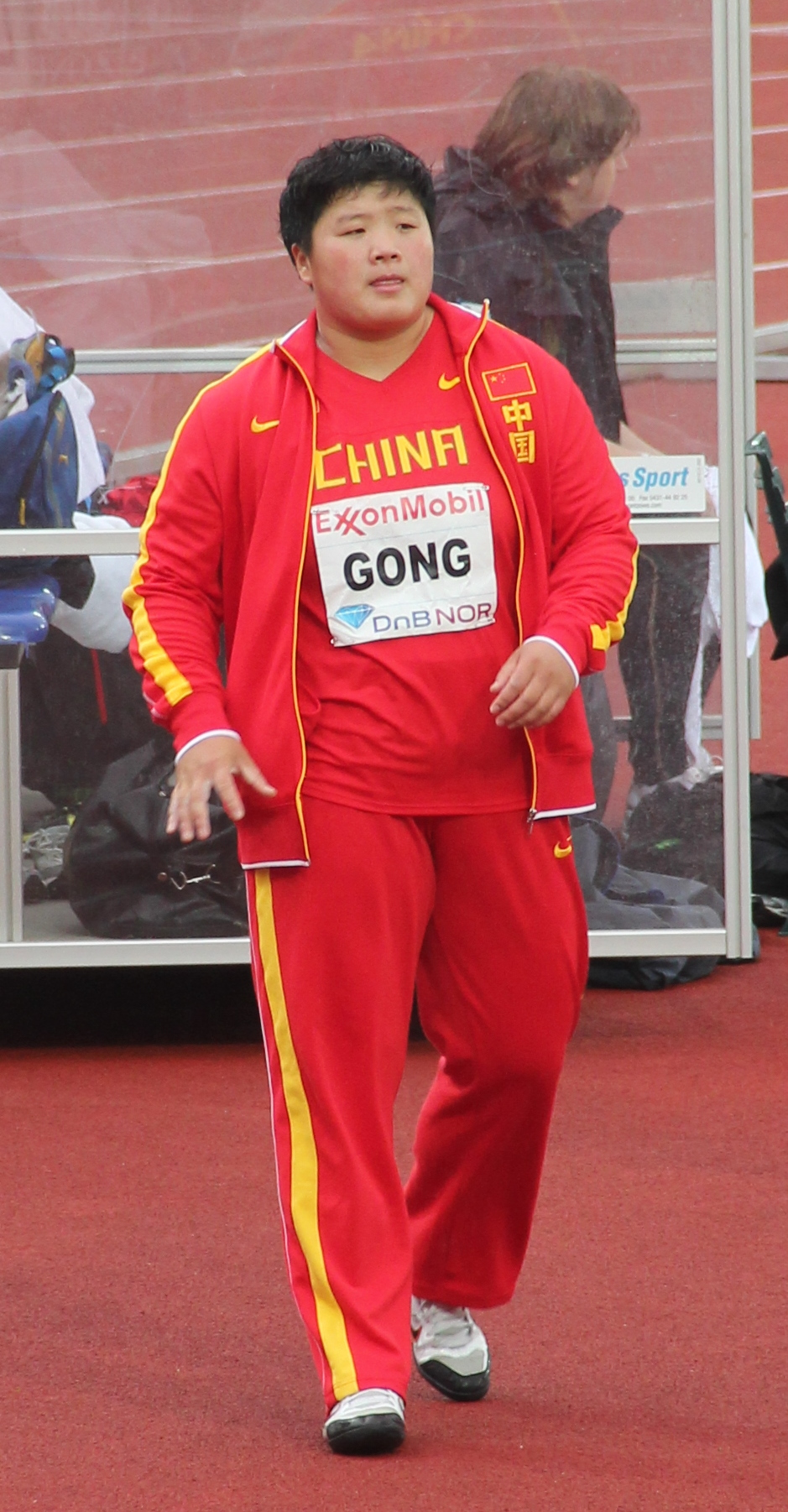
Bronze für die Olympiadritte von 2008 Gong Lijiao

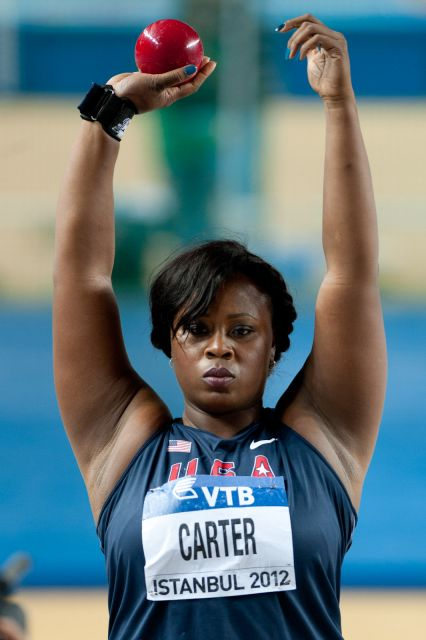
Michelle Carter belegte Rang
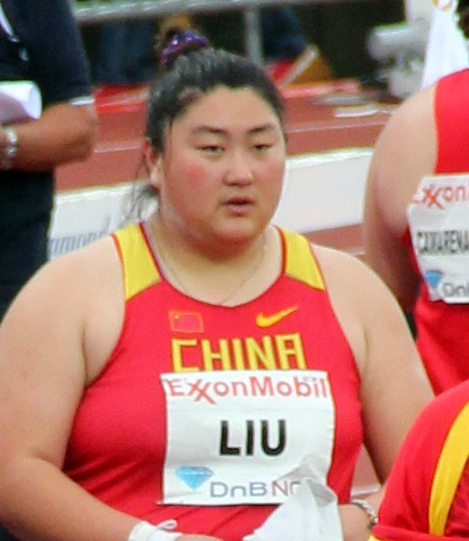
Liu Xiangrong kam auf den neunten Platz
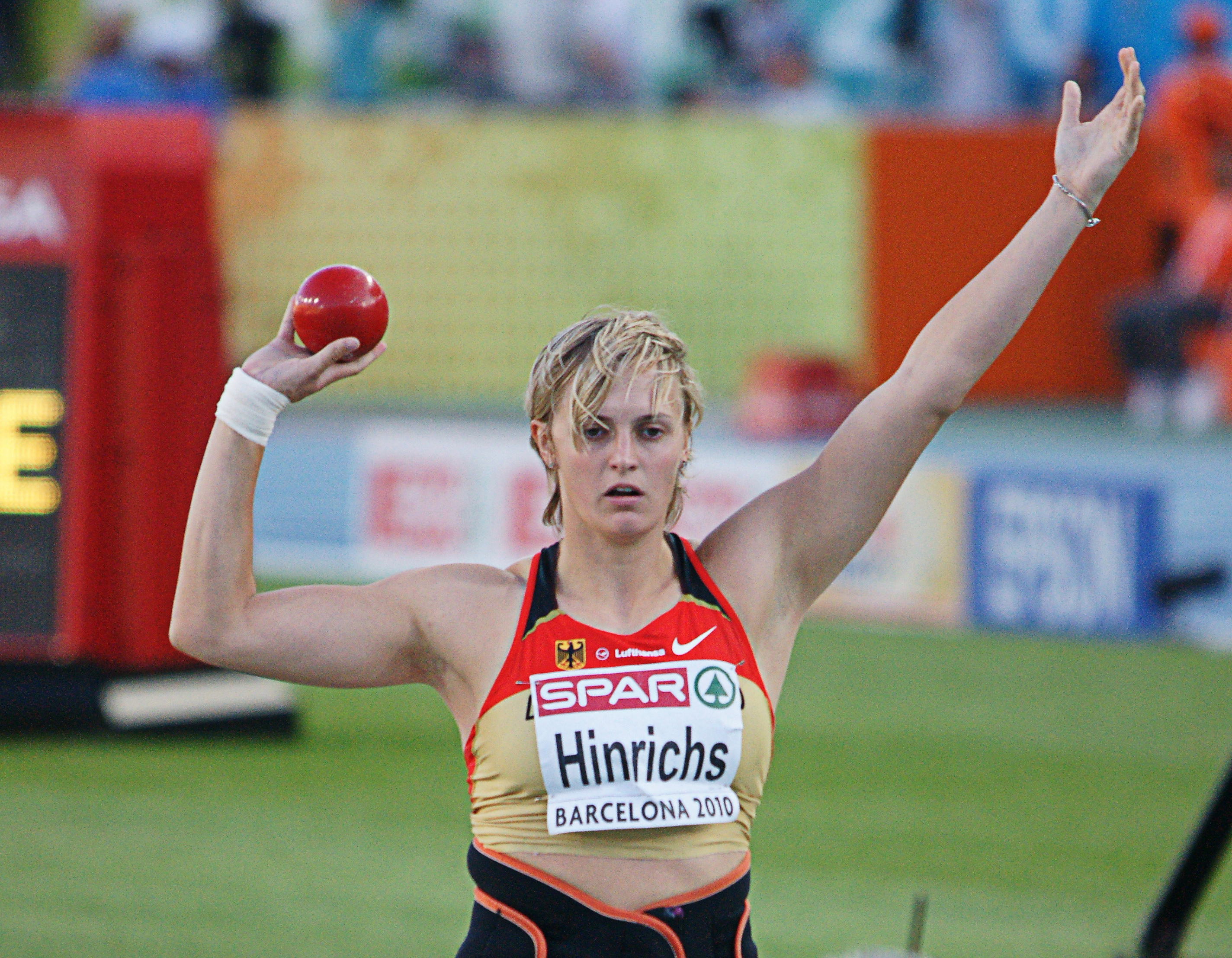
Rang zehn für Denise Hinrichs
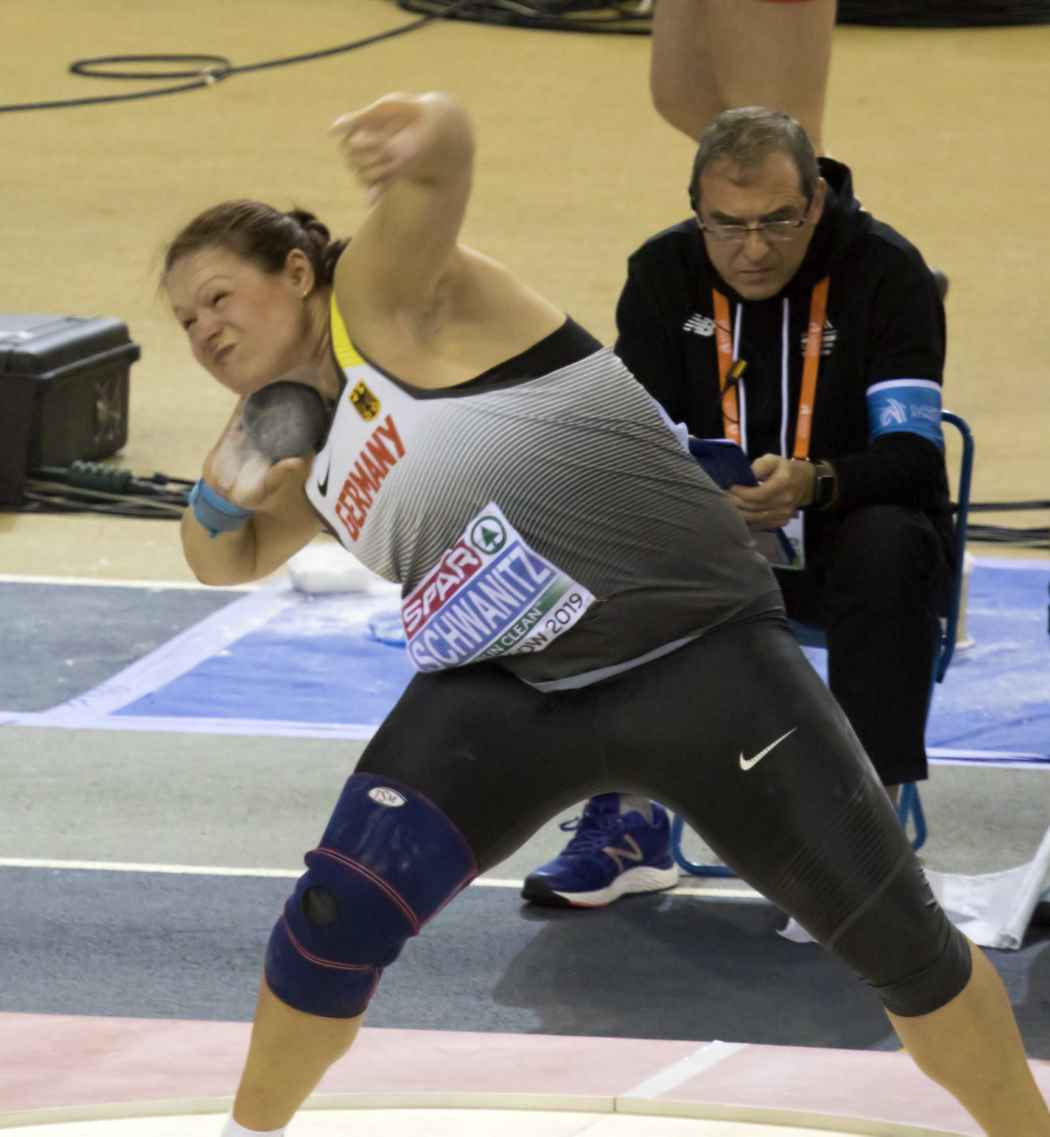
Die elftplatzierte Christina Schwanitz

## Video
- Women's Shot Put Final - World Championships Berlin 2009, youtube.com, abgerufen am 11. Dezember 2020